# Castas portuguesas

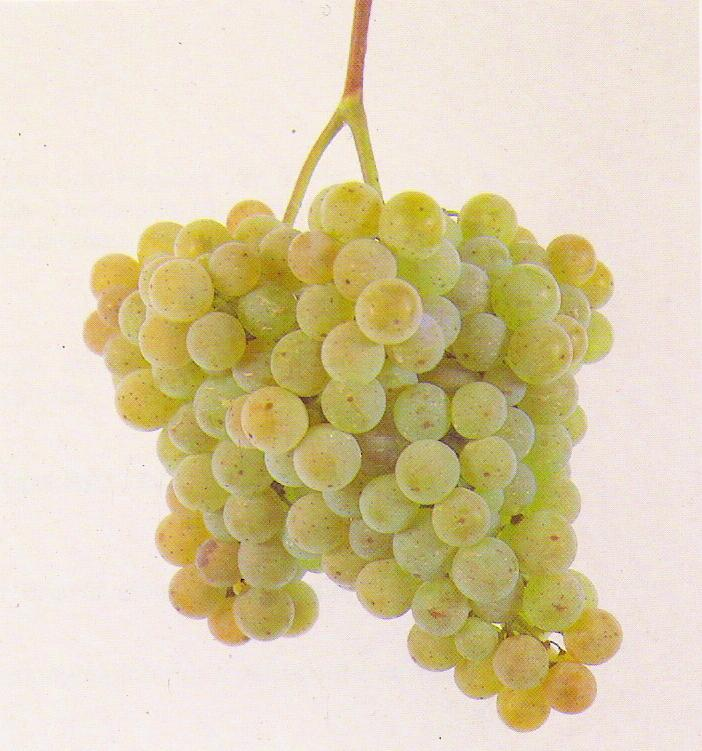
Cacho de Alvarinho, casta característica do Vinho Verde.

Em Portugal, como no resto da Europa, são usadas numerosas castas de Vitis vinifera. A vastíssima quantidade de castas nativas (cerca de 285) permite produzir uma grande diversidade de vinhos com personalidades muito distintas. O guia The Oxford Companion to Wine descreve o país como um verdadeiro "tesouro de castas locais".
Algumas das castas tintas Portuguesas mais importantes são: Touriga Nacional, Baga, Castelão, Touriga Franca e Trincadeira (ou Tinta-Amarela) .
Entre as castas brancas Portuguesas, destacam-se: Alvarinho, Loureiro, Arinto, Encruzado, Bical, Fernão Pires, Moscatel e Malvasia Fina. Tradicionalmente, combinam-se diversas castas brancas.
Na sequência da devastação causada pela filoxera em finais do século XIX, passou a ser utilizada uma casta Americana como porta-enxerto das castas Portuguesas. Apesar de terem características próprias, há que considerar que a mesma casta de uva poderá produzir vinhos diferentes consoante as condições em que é cultivada.
Tem existido um debate em Portugal relativamente ao uso de castas estrangeiras. O debate continua, uma vez que muitos mercados estrangeiros parecem preferir castas que já conhecem, como Cabernet Sauvignon, em relação às castas Portuguesas, menos conhecidas.

## Castas tintas
| - Alcoa (Tinta de Alcobaça) - Alfrocheiro (Alfrocheiro Preto) - Alicante Bouschet (Alicante Tinto, Tinta Fina, Tinta de Escrever) - Alvarelhão (Brancelho, Brancelhão, Pirraúvo) - Alvarelhão Ceitão - Amaral (Azal Tinto) - Amor-Não-Me-Deixes - Amostrinha (Preto Martinho (Oeste)) - Aragonez (Tinta Roriz, Tinta de Santiago) - Aramon - Arjunção - Baga (Tinta da Bairrada, Poeirinho, Baga de Louro) - Barca (Tinta da Barca) - Barreto (Barreto de Semente) - Bastardo (Bastardinho) - Bastardo Tinto (Bastardo Espanhol) - Bonvedro (Monvedro Tinto, Monvedro de Sines) - Borraçal (Bogalhal, Caínho Grosso, Olho de Sapo, Esfarrapa, Murraçal) - Bragão (Tinta Bragão) - Branjo - Cabinda - Caladoc - Calrão - Camarate (Castelão, Castelão Nacional, Moreto, Moreto de Soure, Negro Mouro) - Campanário - Carrega Burros (Esgana Raposas, Malvasias) - Carrega Tinto - Casculho - Castelã - Castelão (João de Santarém, Castelão Francês, Periquita) - Castelino - Cidadelhe (Tinta de Cidadelhe) - Cidreiro - Complexa - Concieira - Coração de Galo - Cornifesto - Corropio - Corvo - Deliciosa - Doçal - Doce - Donzelinho Tinto - Engomada (Tinta Engomada) - Esgana Cão Tinto - Espadeiro (Espadeiro Tinto, Padeiro, Cinza, Espadal) - Espadeiro Mole - Farinheira - Fepiro (Alentejana) - Ferral - Galego - Gonçalo Pires - Gorda (Tinta Gorda) - Gouveio Preto - Graciosa (Tinta da Graciosa) - Grangeal - Grossa (Tinta Grossa) - Jaen - Lourela - Lusitano - Malandra (Tinta Malandra) - Malvarisco - Malvasia Preta (Moreto) - Manteúdo Preto - Mário Feld - Marufo (Mourisco Tinto, Moroco, Uva de Rei, Olho de Rei, Tinto Martinho) - Melhorio - Melra (Tinta Melra) - Mindelo - Molar - Monvedro - Moreto - Moscargo (Portalegre) - Moscatel Galego Tinto (Moscatel Tinto) - Mourisco - Mourisco de Semente - Mourisco de Trevões - Mulata - Negra Mole - Nevoeira - Padeiro (Padeiro de Basto) - Parreira Matias - Patorra - Pau Ferro - Pedral - Pero Pinhão - Péxem - Pical (Pical Polho, Pic Pul) - Pilongo (Tourigo) - Português Azul - Preto Cardana - Preto Martinho - Primavera - Rabo de Anho (Rabo de Ovelha) - Rabo de Lobo - Rabo de Ovelha Tinto (Rabo de Ovelha Tinto) - Ramisco - Ramisco Tinto - Ricoca (Tinta Ricoca) - Rodo (Tinta Rodo) - Roseira (Tinta Roseira) - Rufete (Tinta Pinheira, Penamacor) - Saborinho - Santareno (Santarém) - São Saul - Sevilhão - Sousão (Sousão Forte, Sousão de Comer, Sousão Vermelho) - Tinta - Tinta Aguiar - Tinta Aurélio - Tinta Barroca - Tinta Bastardinha - Tinta Caiada (Monvedro) - Tinta Carvalha - Tinta Fontes (Tinta Miuda de Fontes) - Tinta Francisca - Tinta Lameira - Tinta Lisboa - Tinta Martins - Tinta Mesquita - Tinta Miúda - Tinta Negra (Negra Mole) - Tinta Penajóia (Tinta Roriz de Penajóia) - Tinta Pereira - Tinta Pomar (Tinta Mole) - Tinta Porto Santo - Tinta Tabuaço - Tintem - Tintinha - Tinto-cão (Padeiro, Tinto Mata) - Tinto Pegões - Tinto Sem Nome - Touriga Fêmea (Touriga Brasileira) - Touriga Franca (Touriga Francesa) - Touriga Nacional (Preto Mortágua, Azal Espanhol) - Transâncora - Trincadeira (Tinta Amarela, Crato Preto, Folha de Abóbora, Mortágua, Espadeiro, Espadeiro, Torneiro, Negreda, Castelão) - Triunfo - Valbom - Valdosa (Tinta Valdosa) - Varejoa - Verdelho Tinto (Verdelho, Verdelho Feijão, Feijão, Mindeço) - Verdial Tinto - Vinhão (Tinto, Tinto Nacional, Negrão, Pé de Perdiz, Espadeiro Preto, Tinta Antiga, Tinta de Parada, Sousão) - Xara - Zé do Telheiro |

## Castas brancas
| - Alicante Branco (Uva Rei, Boal de Alicante, Boal Cachudo (Douro) Branco Conceição, Pérola) - Almafra - Almenhaca - Antão Vaz - Alvadurão - Alvarinho (Galego, Galeguinho) - Alvar (Alvar Branco) - Alvarelhão Branco - Arinto (Pedernã, Pé de Perdiz Branco, Chapeludo, Cerceal, Azal Espanhol, Azal Galego, Branco Espanhol) - Arinto do Interior (Arinto do Douro, Arinto de Trás-os-Montes) - Avesso - Azal (Gadelhudo, Carvalhal, Pinheira) - Babosa (Malvasia Babosa) - Barcelo - Bastardo Branco - Batoca (Alvaraça, Alvaroça, Sedouro) - Beba - Bical (Borrado das Moscas, Arinto (Alcobaça), Fernão Pires do Galego, Pedro) - Boal Barreiro - Boal Branco - Boal Espinho (Batalhinha) - Branca de Anadia - Branco Desconhecido - Branco Especial - Branco Gouvães - Branco Guimarães - Branco João (Branco Sr. João) - Branda (D. Branca, Dona Branca) - Budelho - Caínho - Caracol - Caramela - Carão de Moça - Carrasquenho (Boal Carrasquenho) - Carrega Branco (Malvasia Polta, Barranquesa) - Cascal - Castália - Castelão Branco - Castelo Branco - Casteloa , também chamada Labrusca ou Labrusco , Tinta-amarela e Trincadeira - Cerceal Branco - Cercial - Côdega de Larinho - Corval - Crato Espanhol - Dedo-de-Dama - Diagalves (Formosa, Carnal) - Dona-branca - Dona-joaquina - Donzelinho Branco - Dorinto (Arinto Branco) - Encruzado - Esganinho - Esganoso (Esganoso de Lima, Esganinho, Esgana-Cão, Furnicoso) - Estreito Macio (Estreito, Rabigato) - Fernão Pires (Maria Gomes) - Folgasão (Terrantês) - Folha de Figueira - Fonte Cal - Galego Dourado - Generosa - Gigante (Branco Gigante) - Godelho - Gouveio (Verdelho ) - Gouveio Estimado - Gouveio Real - Granho - Lameiro (Branco Lameiro, Lameirinho, Luzidio) - Larião - Leira - Lilás (Alvarinho Lilás) - Loureiro - Luzidio - Malvasia - Malvasia Bianca - Malvasia Branca - Malvasia Branca de S. Jorge - Malvasia Cândida - Malvasia Fina/Boal (Boal Branco, Arinto-do -Dão, Assario Branco, Arinto Galego, Boal Cachudo) - Malvasia Parda - Malvasia Rei (Seminário, Assario, Listrão, Pérola, Moscatel Carré, Grés, Olho de Lebre) - Malvasia Romana (Malvasia Cândida Romana, Malvasia Cândida Branca) - Malvia (Malvasia de Setúbal) - Malvoeira (Malvasia de Oeiras) - Manteúdo (Manteúdo B., Vale Grosso, Manteúdo Branco) - Marquinhas - Molinha - Moscatel Galego Branco (Moscatel, Moscatel de Bago Miúdo) - Moscatel Graúdo (Moscatel de Setúbal) - Moscatel Nunes (Moscatel Branco) - Mourisco Branco - Naia - Pé Comprido - Perigo - Perrum - Pinheira Branca - Pintosa (Branco Escola, Branco de Asa, Azal de São Tirso) - Praça - Promissão - Rabigato - Rabigato Franco (Rabigato Francês, Rabigato Branco) - Rabigato Moreno - Rabo de Ovelha (Medock, Rabigato, Rabo de Gato, Rabisgato, Rabo de Carneiro) - Ratinho (Boal Ratinho, Branco sem Nome, Malvasia de Tomar, Boal Doce) - Roupeiro Branco (Roupeiro) - Sabro - Samarrinho - Santoal (Boal de Santarém) - São Mamede - Sarigo - Seara Nova - Semilão - Sercial ou Cercial , também chamada Esgana-Cão e Esganinho - Sercialinho - Síria (Roupeiro, Crato Branco, Alva, Malvasia, Posto Branco, Côdega, Alvadurão do Dão) - Tália (Branquinha, Douradinha (Vinho Verde), Pêra de Bode, Douradinha, Ugni Blanc, Esgana Rapazes, *Espadeiro Branco; Malvasia Fina, Trebiano, Alfrocheiro Branco) - Tamarez , também chamado tamarês , Trincadeira-das-pratas , Arinto Gordo, Boal Prior e Trincadeira-do-Douro. - Terrantês - Terrantez da Terceira - Terrantez do Pico - Touriga Branca - Trajadura (Trincadeira, Mourisco) - Trincadeira Branca - Trincadeira-das-pratas (Tamarês) - Uva Cão (Cachorrinho) - Uva Cavaco - Uva Salsa - Valente (Branco Valente) - Valveirinho - Vencedor (Boal Vencedor) - Verdelho (Verdelho Branco, Verdelho dos Açores) - Verdial Branco - Viosinho - Vital (Boal Bonifácio, Malvasia Corada) |